# MY Loaloat Al Behar
MY Loaloat Al Behar je ománská motorová jachta. Byla postavena na počátku 80. let jako královská jachta Al Said. Ve službě nahradila stejnojmennou jachtu ze 70. let, která byla přestavěna na hlídkovou loď. V roce 2007 byla sama nahrazena modernější superjachtou Al Said a ománský sultán Kábús ibn Saíd ji daroval ministerstvu turismu, které jachtu přejmenovalo na Loaloat Al Behar.

## Stavba
Plavidlo bylo postaveno italskou loděnicí Picchiotti ve Viareggiu. Na vodu spuštěna a dokončena byla roku 1982. Interiér navrhly společnosti Oman Rys a Apuania.

## Konstrukce
Plavidlo má ocelový trup a nástavby. Paluba je z teakového dřeva. Plavidlo pohánějí dva diesely GM A420-6 o celkovém výkonu 6182 kW, pohánějící dva lodní šrouby. Nejvyšší rychlost dosahuje 18 uzlů a cestovní rychlost 16 uzlů.